# Norra skog
Norra skog ekonomisk förening är ett svenskt skogsföretag, som bildades 2020 genom en sammanslagning av Norrskog och Norra Skogsägarna.
Föreningsstämmorna i de båda skogsägarföreningarna, med verksamhet från Medelpad och norrut i Norrland, beslöt på extrastämmor den 7 februari 2020 att slå samman de ungefär lika stora två föreningarna till en förening med 28.000 medlemmar. Därmed skulle familjeskogsägarna i Sverige ha tre skogsägarföreningar: Norra skog, Mellanskog och Södra skogsägarna. Norra skog skulle omfatta en landareal motsvarande halva Sverige, från Sundsvall och norrut. Dess virkesfångst omfattar drygt 3 miljoner kubikmeter (fub, fast under bark) på en yta av 2,3 miljoner hektar. Fusionen skulle genomföras mellan maj–juni 2020. Den 15 maj, kl 09:21 registrerade Bolagsverket fusionen mellan skogsägarföreningarna Norra och Norrskog, och 27 000 skogsföretagare kunde titulera sig som ägare till Norra Skog.

## Om föreningen
Föreningen ägs av 27 000 enskilda skogsägare med ett samlat skogsinnehav på drygt 2,1 miljoner hektar skogsmark i norra Sverige (landskapen Norrbotten, Västerbotten, Lappland, Ångermanland, Medelpad och Jämtland).
Den skogliga organisationen omfattar tio virkesområden med 30-talet lokala kontor, från Sundsvall i söder till Övertorneå i norr. Den totala inmätta virkesfångsten uppgår till drygt tre miljoner fastkubikmeter. Norra Skog har sitt huvudkontor i Umeå samt regionala nav med kontor i Luleå, Örnsköldsvik och Östersund. Föreningen har omkring 600 egna anställda och sysselsätter ytterligare nästan lika många personer i skogsentreprenad och transporttjänster. Industridelen, Norra Timber, omfattar tre sågverk, tre förädlingsenheter samt en stolpfabrik. Tillsammans producerar industrierna årligen närmare 800 000 kubikmeter trävaror och cirka 60 000 svarvade furustolpar per år. Av trävaruförsäljningen exporteras ungefär 60 procent. Tillsammans äger också medlemmarna 30 procent av massabruket Husum Pulp AB. 2020 omsatte koncernen 4,7 miljarder kronor. 

## Industriverksamhet
Norra Skogs industridel, Norra Timber, har tre sågverk i Hissmofors, Kåge och Sävar, 4 hyvlerier i Hissmofors, Kåge, Sävar och Hammerdal samt Agnäs stolpfabrik i Agnäs för tillverkning av svarvade kraft- och telestolpar i furu. Norra Skog är även delägare med 30 procent av massabruket Husum Pulp AB.